# Vlag van Vught

Vlag van Vught

Vlag uit 1935

De huidige vlag van de gemeente Vught werd per raadsbesluit van 14 oktober 2010 officieel vastgelegd. De beschrijving luidt:
Twee banen van blauw en geel, met op de bovenste baan een gele leeuw met rode tong en nagels en op de onderste baan een rode omgewende sleutel.
De gemeente Vught heeft tot 2010 geen officieel ingestelde gemeentevlag gehad, hoewel daarop decennialang zowel door particulieren, als door diverse vlaggenkundige instanties op was aangedrongen. Tot die tijd is er vijftig jaar lang officieus een blauw-gele banenvlag in gebruik geweest, die echter al in 1959 aan Valkenswaard was toegekend. Uit 1935 is een defileervlag bekend met daarop het gemeentewapen.

## Keuze
In 1988 kwam de Noord-Brabantse Commissie voor Wapen- en Vlaggenkunde met een voorstel dat aansloot op het door hen voorgestelde wapen. De vlag werd verticaal verdeeld in twee gelijke delen: een rood deel met witte gestileerde kerk en een wit deel met rode gestileerde kerk. In Vught was men echter gekant tegen de kleuromzetting in rood-zilver/wit, en als tegenvoorstel kreeg de vlag een blauw veld met twee gele kerken. De gemeenteraad reageerde positief, maar wilde de nieuw in te voeren huisstijl afwachten. Dat gebeurde in 2004 en twee jaar later volgde een aansluitende vlag zonder enige vlaggenkundige merites. Over die vlag of over de blauw-gele banenvlag was nooit overleg met de Hoge Raad van Adel (HRvA) geweest, noch was er een officieel raadsbesluit over genomen.
In 2008 werd het vlaggendossier heropend, waarbij vanaf het begin is getracht de twee kerkjes uit het gemeentewapen op de vlag te krijgen. De keuze voor de kerkjes is nooit een punt van discussie geweest: het zijn de belangrijkste en voor Vught de meest specifieke emblemen, waarmee zij zich banistiek kon onderscheiden. De vormgeving was echter problematisch. De kerkjes uit het wapen waren voor een vlag te druk en te gedetailleerd. Met medewerking van de HRvA ontwierp H. Das-Horsmeier een banenvlag met twee gestileerde kerkjes, die weliswaar een positieve beoordeling van de HRvA kreeg, maar in Vught te sober en te strak werd gevonden. Daarop presenteerde zij een vlag met twee torenhaantjes, die de kerkjes representeerden. Tegelijkertijd stuurde de HRvA een ontwerp met de twee overgebleven emblemen uit het wapen: de leeuw van Noord-Brabant als symbool van het provinciale gezag, en de sleutel die staat voor het plaatselijke gezag van de schepenen/raadsleden.
De plaatselijke afdeling van D66 liet de burgers via hun website een keuze maken uit de drie ontwerpen, het CDA wilde de vlag met de twee kerken, en de VVD zag het meest in de vlag met de leeuw en de sleutel.
In de raadsvergadering van 14 oktober 2010 werd uit de drie ontwerpen ten slotte gekozen voor de vlag met de leeuw en de sleutel. Deze vlag had ook de overgrote meerderheid van stemmen gehaald in de door D66 opgestelde enquête onder de bevolking.

## Alternatief voorstel en officieuze vlag

Alternatief voorstel met twee kerken
De officieuze vlag van Vught met de twee effen banen
De officieuze vlag van Vught met de twee verticale banen
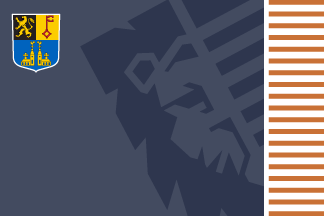
De officieuze logovlag van Vught

Behalve de vlag met twee horizontale banen werden ook vlaggen gebruikt met twee verticale geel-blauwe en blauw-gele banen. Tot de ingebruikname van bovenstaande vlag gebruikte de gemeente een logovlag.